# Gorre
Gorre (tiếng Occitan: Gòra) là một xã của tỉnh Haute-Vienne, thuộc vùng Nouvelle-Aquitaine, miền trung nước Pháp.